# Obciągacz (żeglarstwo)

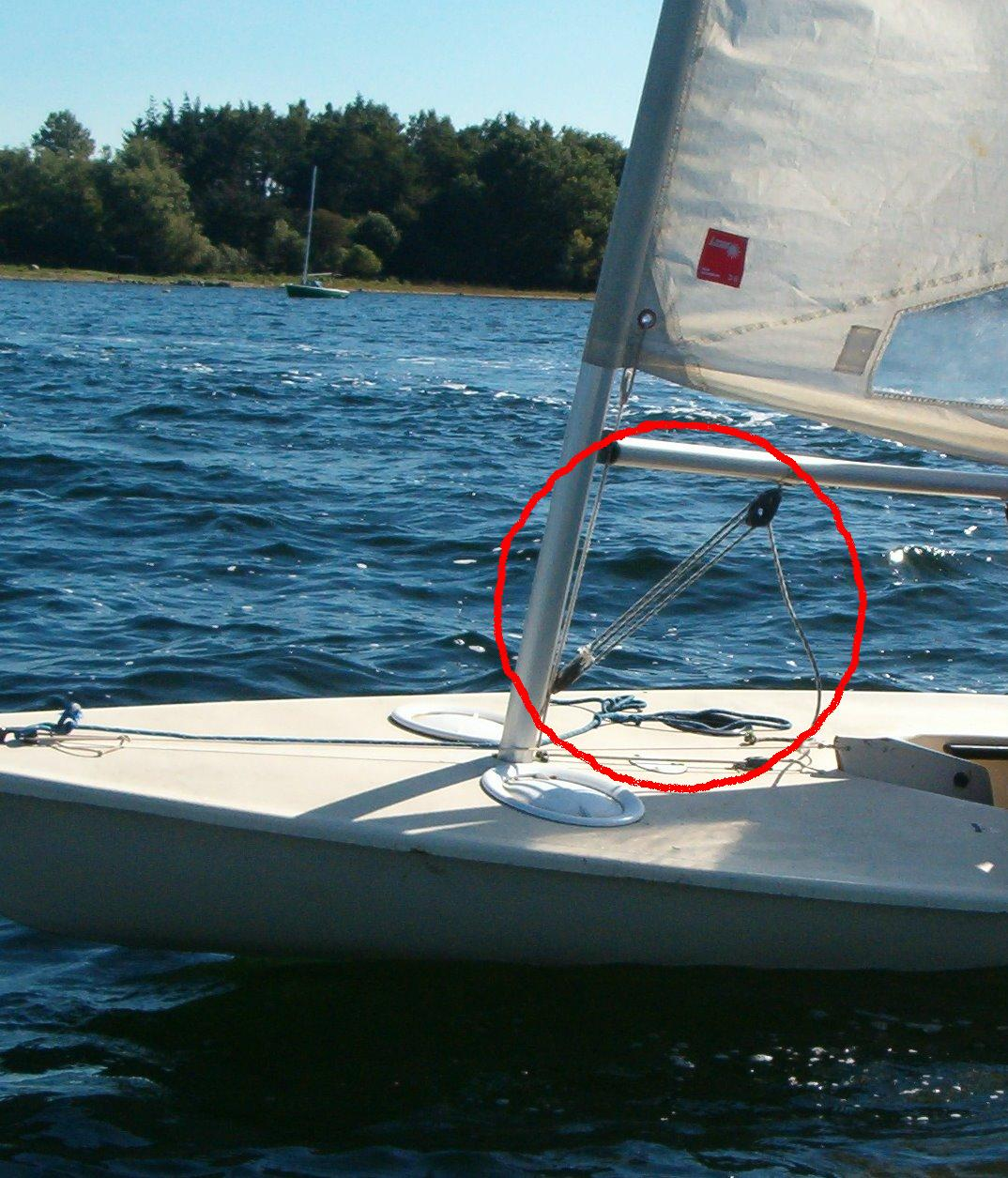

Obciągacz - lina olinowania ruchomego, stosowana głównie na żaglowcach i większych jachtach, służąca do utrzymania bomu lub spinakerbomu w poziomie, znajdująca się mniej więcej w połowie długości tego drzewca. Obciągacz stosowany jest zwykle w postaci talii.